# 韩复榘别墅
36°03′04″N 120°20′40″E / 36.05111°N 120.34444°E
韩复榘别墅位于中国山东省青岛市市南区山海关路13号，建于1930年代，现为全国重点文物保护单位青岛八大关近代建筑的子项。

## 历史
山海关路13号最初为军阀、时任南京国民政府山东省政府主席韩复榘的别墅，为1935年11月以“韩向记”名义请照建造，一说完工于1934年，由建筑师张景文设计。青岛学者鲁海称，韩复榘很少到该楼居住，主要是其夫人高艺珍携子到此避暑，其余大部分时间空置。
1935年8月，当时任行政院长兼外交部长的汪精卫，迫于华北事变压力到青岛“疗养”，并提出辞职，后经蒋介石函请，返回南京。鲁海称，当时韩复榘请汪精卫住在其山海关路别墅，汪“与大海为友，不问政治”，漫步海滨看书消遣，拒不接见记者，生活费用由韩支付。
1938年韩复榘因对日军作战不力、主动撤退被蒋介石处决后，此处房产一直在高艺珍名下。据档案记载，1946年10月该楼业主因遗失原房屋各项执照，补办房产登记，由万方建筑师事务所方运承、杨振补绘图纸。1953年11月，中央接待委员会以427733元从高艺珍手中收购此处房产，1957年拨交青岛市人民政府交际处，作为招待所使用。2001年6月25日，该楼列入第五批全国重点文物保护单位青岛八大关近代建筑子项。

## 建筑特色
山海关路13号占地面积2113.34平方米，建筑面积804.24平方米（一说897.49平方米），地上2层，地下1层，红瓦复折式屋顶（蒙莎屋顶）。外墙花岗岩蘑菇石砌基，开地下室窗，一层清水红砖墙身，门窗花岗岩条石嵌套，墙角花岗岩隅石装饰，二层整体罩在复折式屋顶下，开老虎窗，窗上设防雨披檐。南立面三段式对称构图，中央外凸约1米，二层为钢混出挑露台，其上起山墙，两侧各设入口及石阶。